# محمد مارا
محمد مارا (بالفرنسية: Mohamed Mara)‏ هو لاعب كرة قدم غيني، ولد في 12 ديسمبر 1996 في كوناكري في غينيا. لعب مع نادي لوريان.

## وصلات خارجية
- محمد مارا على موقع قاعدة بيانات كرة القدم.إي يو (الإنجليزية)
- محمد مارا على موقع ناشيونال فوتبول تيمز (الإنجليزية)
- محمد مارا على موقع Soccerway.com (الإنجليزية)
- محمد مارا على موقع عالم كرة القدم.نت (الإنجليزية)
- محمد مارا على موقع AS.com (الإسبانية)